# Каарман
Каарман (кирг. Каарман) — село в Кара-Сууском районе Ошской области Кыргызстана. Входит в состав Мадынского айылного аймака.

## География
Село расположено в северо-западной части области, на берегах арыка Майский, на расстоянии приблизительно 13 километров (по прямой) к юго-юго-востоку от города Кара-Суу, административного центра района. Абсолютная высота — 981 метр над уровнем моря.

## Население
Согласно оценочным данным Национального статистического комитета Кыргызской Республики, численность населения села на начало 2023 года составляла 4432 человека.
| год     | 2009 | 2014 | 2015 | 2020 | 2021 | 2023 |
| ------- | ---- | ---- | ---- | ---- | ---- | ---- |
| человек | 3107 | 3392 | 3423 | 3929 | 3989 | 4432 |